# Stanislas Lyonnet
Ne doit pas être confondu avec le bibliste Stanislas Lyonnet.
 (août 2017).
Si vous disposez d'ouvrages ou d'articles de référence ou si vous connaissez des sites web de qualité traitant du thème abordé ici, merci de compléter l'article en donnant les références utiles à sa vérifiabilité et en les liant à la section « Notes et références ».
Stanislas Lyonnet est un pédiatre généticien français, né à Paris le 23 avril 1958.
Il est professeur de génétique à la faculté de médecine de l’Université Paris-Cité et médecin généticien à l’hôpital Necker-Enfants malades (AP-HP). Il dirige l’Institut Imagine de 2016 à 2024.

## Cursus médical et scientifique
Né de parents avocats, Stanislas Lyonnet a fait ses études de médecine à la Faculté Saint-Antoine (Université Pierre-et-Marie-Curie). Il a été reçu au concours de l’internat des hôpitaux de Paris en 1981 et s’est orienté vers la pédiatrie et la génétique. 
Interrompant sa fin d’internat, il s’est intéressé à une maladie génétique rare, la phénylcétonurie, dans le cadre d’une thèse de science soutenue en 1989 à l’Université Pierre et Marie Curie'. Il a obtenu l’habilitation à diriger des recherches et a été nommé professeur de génétique à la Faculté de Médecine Paris Descartes en 1995 .
À l’issue de son cursus scientifique, il a choisi la spécialité de génétique médicale qu’il exerce au sein du service de Génétique de l'hôpital universitaire Necker-Enfants Malades. Il continue ses recherches à Imagine (UMR-1163 INSERM-Paris Descartes), où il anime un laboratoire consacré à l’étude des bases génétiques des malformations congénitales et des erreurs innées du développement, notamment les neurocristopathies, syndromes ou prédispositions tumorales liés à des anomalies des dérivées des crêtes neurales. Plusieurs thèmes se dégagent de ces travaux : une tentative de déconstruction du modèle d’hérédité multigénique, la mise en évidence de liens entre cancer et anomalies du développement, et la découverte d’altérations de régions régulatrices non codantes du génome dans des anomalies du développement. Depuis plus de 25 ans, cette équipe a conduit ou participé à plus de 400 publications internationales et fait partie des équipes fondatrices de l’Institut Imagine créé en 2011.
Le Pr Lyonnet a contribué à plusieurs Consortiums internationaux de recherche, comme le consortium sur la maladie de Hirschsprung et le consortium européen Crani-Rare, sur les malformations crânio-faciales. Il a été co-directeur du Laboratoire International Associé (LIA) franco-marocain de l’INSERM.
Stanislas Lyonnet a lancé et dirigé le programme « Maladies rares » de l’Agence nationale de la recherche (2004-2008)[réf. nécessaire] ; il a été membre du Conseil Scientifique de l’INSERM[réf. nécessaire]. Il fut le premier président du Collège parisien de génétique, a reçu le prix Jean Valade de la Fondation de France (2002) et le Grand Prix Jean Hamburger de la Ville de Paris (2006). En 2009, il est lauréat du Prix de recherche de l’INSERM et en 2012 du Prix Collery de l’Académie de Médecine. 
Stanislas Lyonnet a été élu président de la Société européenne de génétique humaine en 2013. Il a présidé le conseil scientifique de l’École normale supérieure (Ulm) entre 2014 et 2022.[réf. nécessaire].

## Vie personnelle
Stanislas Lyonnet est l'époux de la médecin, universitaire et femme politique Dominique Stoppa-Lyonnet. Il est père de deux enfants.

## Ouvrages
Les 100 mots de la génétique (2017), avec Dominique Stoppa-Lyonnet, Que sais-je ? 

### Sélection de publications scientifiques (1994-2017)
- Lyonnet S, et al. A gene for Hirschsprung disease maps to the proximal long arm of chromosome 10. Nature Genetics 1993, 4: 346-50.
- Edery P, Lyonnet S, et al. Mutations of the RET proto-oncogene in Hirschsprung disease. Nature 1994, 367: 378-80.
- Edery P, et al. Mutation of the endothelin-3 gene in Waardenburg-Hirschsprung disease (Shah-Waardenburg syndrome). Nature Genetics 1996, 12: 442-4.
- Salomon R, et al. Germline mutations of the RET ligand, GDNF, are not sufficient to cause Hirschsprung disease. Nature Genetics 1996, 14: 345-7.
- Tullio-Pelet A, et al. Mutant WD-repeat protein in triple-A syndrome. Nature Genetics 2000, 26: 332-5.
- Gabriel-Bolk S*, Salomon R* et al. Segregation at three loci explains familial and population risk in Hirschsprung disease. Nature Genetics 2002, 31: 89-93.
- Amiel J, et al. Polyalanine expansion and frame shift mutations of the paired-lik homeobox gene PHOX2B in congenital central hypoventilation syndrome (Ondine’s curse). Nature Genetics 2003, 33: 459-461.
- Baala L, et al. Homozygous silencing of T-box transcription factor EOMES leads to microcephaly with polymicrogyria and corpus callosum agenesis. Nature Genetics 2007, 39: 454-6.
- Benko S, et al. Highly conserved non-coding elements on either side of SOX9 associated with Pierre Robin sequence. Nature Genetics 2009, 41: 359-64.
- de Pontual L, et al. Germline deletion of the miR-17∼92 cluster causes skeletal and growth defects in humans. Nature Genetics 2011, 43: 1026-30.
- Guimier et al. MMP21 is mutated in human heterotaxy and is required for normal left-right asymmetry in vertebrates. Nature Genetics 2015, 47: 1260-2.
- - Gordon CT et al. De novo gain-of-function mutations in the epigenetic regulator SMCHD1 abrogate nasal development. Nature Genetics 2017, 49: 249-255.

## Décorations
- 2013 :  Chevalier de la Légion d'honneur[8]
- 2020 : Officier de la Légion d'honneur[9]